# 埃尔塔·帕斯卡尔-特鲁约
埃尔塔·帕斯卡尔-特鲁约（法語：Ertha Pascal-Trouillot，法語發音：[ɛʁta paskal tʁujo]；1943年8月13日—）是一位海地女政治家，曾担任海地代总统，是海地第一位女总统，也是世界上首位黑人女总统。1971年获得法律博士。1975年至1988年任职于海地联邦法院，后来又成为海地最高法院第一位女性首席法官，最高法院院长。1990年3月，海地发生政变，总统普罗佩·阿夫里尔被迫辞职，埃尔塔·帕斯卡尔-特鲁约担任临时代总统。次年她将政权移交给当选总统让-贝特朗·阿里斯蒂德。